# Berthe Cadette-Simon Ducuing
Berthe Cadette-Simon Ducuing est une femme peintre née Jeanne Marie Berthe Simon le 29 septembre 1890 à Paris et décédée le 28 mars 1980 à Lainville-en-Vexin à l'âge de 89 ans.

## Biographie
À ce jour, on dispose de peu d'informations sur cette artiste peintre.
Elle épouse André Ducuing en 1917 et signe ses œuvres Berthe Cadette-Simon puis à partir de 1924, Cadette-Simon Ducuing. Elle expose à Bayonne et Biarritz en 1923.
Son buste a été sculpté par Charles Despiau en 1928.
La Cheminée est acquise en 1920 par l'État et est conservée à l'Ambassade de France à La Haye depuis 1929.
Femme cousant est conservé au musée d'Honfleur depuis 1929.
On retrouve le tableau Jour d'été  à la Mairie de Chevilly-Larue, œuvre acquise par le département de la Seine par arrêté du 13 août 1935 pour la somme de 1800 F  et mis en dépôt à la mairie de Chevilly-Larue en juillet 1946.
Ce tableau est à nouveau mis à l'honneur du 15 février au 13 avril 2025 lors de l'exposition " Trésors de banlieues"
Ses sujets de prédilections sont les portraits, les fleurs, mais là où son art excelle, c'est dans celui des scène d'enfance.
Son art d'une grande douceur et d'une rare sensibilité est à rapprocher de Pierre Bonnard ou d'Henri Lebasque jusque dans les années 20 avec une touche d'une grande finesse et semble devenir plus  décoratif par la suite, se spécialisant dans l'art du portrait.